# ستيف تشيري
ستيف تشيري (بالإنجليزية: Steve Cherry) (5 أغسطس 1960 بنوتنغهام في المملكة المتحدة - ) هو لاعب كرة قدم بريطاني في مركز حراسة المرمى. لعب مع أولدهام أثلتيك وبورت فايل وديربي كاونتي وروشدين ودايموندز ونادي بليموث أرجايل ونادي تشيسترفيلد ونادي روذرهام يونايتد ونادي واتفورد ونادي والسول ونوتس كاونتي وBelper Town F.C. ‏ وKidsgrove Athletic F.C. ‏ ولينكولن سيتي أف سي ونادي مانسفيلد تاون.

## وصلات خارجية
- ستيف تشيري على موقع قاعدة بيانات كرة القدم.إي يو (الإنجليزية)
- ستيف تشيري على موقع Soccerbase.com (لاعب) (الإنجليزية)
- ستيف تشيري على موقع عالم كرة القدم.نت (الإنجليزية)